# Propanoate d'éthyle
Le propanoate d'éthyle ou propionate d'éthyle est un ester de l'acide propanoïque et de formule semi-développée CH3CH2COOCH2CH3 utilisé comme arôme dans l'industrie alimentaire. Il possède une odeur de fruit avec une note de rhum. Il est présent dans de nombreux fruits et dans certaines boissons alcoolisées.